# Otyken
Otyken (russisch Отукен, sprich O-tu-ken) ist eine sibirische Band aus Krasnojarsk, die vor allem auf Youtube und Tiktok populär geworden ist. Nach ihren eigenen Angaben besteht die Band zu einem wesentlichen Teil aus Musikerinnen des indigenen Volkes der Tschulym, die zumeist in der tschulymischen Sprache singen. Der Bandname Otyken soll in der Sprache der Tschulym „Heiliger Ort“ bzw. „Ort der Kraft“ bedeuten (vgl. Ötüken).

## Entstehung
Das Projekt bzw. die Marke Otyken wurde 2015 von Andrei Medonos (eigentlicher Name Andrei Anatoljewitsch Tschernezow) ins Leben gerufen. Dieser russische Imker hatte eine tschulymische (nach anderen Angaben eine chakassische) Ureinwohnerin geheiratet und widmete sich zunächst vor allem der Bewahrung und Förderung der tschulymischen Kultur und Tradition sowie der Verbreitung ihrer Honigprodukte. Zu diesem Zwecke gründete er einerseits das Museum für Ethnographie und Honig in Krasnojarsk; andererseits begann er mit der Herstellung von Musikvideos über die traditionelle Art der Honigherstellung, die vor allem in sozialen Medien verbreitet wurden. Ein erstes Musikalbum (Otyken) wurde 2018 herausgebracht.
Anderen Angaben zufolge entstand die Band erst 2017, 2018 oder 2019 am Vorabend der Winter-Universiade in Krasnojarsk, an deren musikalisch-kulturellem Begleitprogramm sie mitwirkte.

## Zusammensetzung
Dem von Otyken selbst verbreiteten Mythos zufolge sind viele, wenn eben auch nicht alle Bandmitglieder Tschulym aus abgelegenen, am Fluss Tschulym befindlichen Taiga-Dörfern in der Umgebung des Ortes Pasetschnoje (rund 400 Kilometer nordwestlich von Krasnojarsk). Fanwebsites und sozialen Medien zufolge sind stattdessen die meisten Bandmitglieder Chakassinnen. Die übrigen sind Angehörige ethnisch und sprachlich verwandter Nachbarvölker wie Keten und Selkupen sowie Dolganen, Tuwiner und Ewenken. Welches Bandmitglied welcher Ethnie bzw. Nationalität entstammt und welchen Geburtsnamen hat, betrachten die meisten Bandmitglieder als Privatsache. Fanwebsites geben an, dass beispielsweise Tsveta (eigentlich Tsevilmaa oder Alina) und Ach (eigentlich Achyty) Tuwiner sowie Maya (eigentlich Viktoria) Tatarin, Azyan (eigentlich Lilya) Dolganin, Kys Jakutin und Taida (eigentlich Margarita) Ewenkin seien. Otamay (eigentlich Kristina), Kunchari (eigentlich Liana) und Achanay haben sich als Chakassinnen bezeichnet. Da der Großteil der Tschulym inzwischen mit Chakassen und Russen vermischt ist, singt die Band neben Tschulymisch auch auf Chakassisch und Russisch sowie Dolganisch (bzw. in einer chakassisch-dolganischen Mischsprache). Es gibt heute nur noch einige Hundert Sibirier, die sich als Tschulym bezeichnen und von denen wiederum nur noch wenige Dutzend ihre Sprache sprechen. Die Zukunft dieser Sprache ist trotz staatlicher Förderung stark gefährdet.
Während zur ursprünglichen Besetzung der Band noch Medonos’ Frau, Schwägerin und Sohn gehörten, so änderte sich die Zusammensetzung durch mehrere Ab- und Neuzugänge vor allem 2019, 2021 und 2024 stark. Die 2017 hinzugekommene Tsveta ist daher jenes Bandmitglied, das am längsten dabei ist. Anderen Angaben zufolge war Tsveta von Anfang an dabei. Als inzwischen einziger Mann gehört seit 2020 der Kehlkopfsänger Ach zu der sonst nur aus jungen Frauen bestehenden Band. Bekanntestes Gesicht der Band ist Azyan, die 2021 Leadsängerin Taida abgelöst hat. Der Kern der Band besteht aus acht bis neun Mitgliedern, hin und wieder treten aber bei Auswärtskonzerten auch nur fünf bis sechs Bandmitglieder auf. Einschließlich gelegentlicher und früherer Mitglieder umfasst bzw. umfasste Otyken unterschiedlichen Listen zufolge bis zu 20 Personen. Nach ihren Weggang im August 2024 machte die bei den Fans sehr beliebte Otamay zusammen mit Kunchari auf sozialen Medien vor allem Medonos und Azyan für die Abgänge verantwortlich.

## Stil

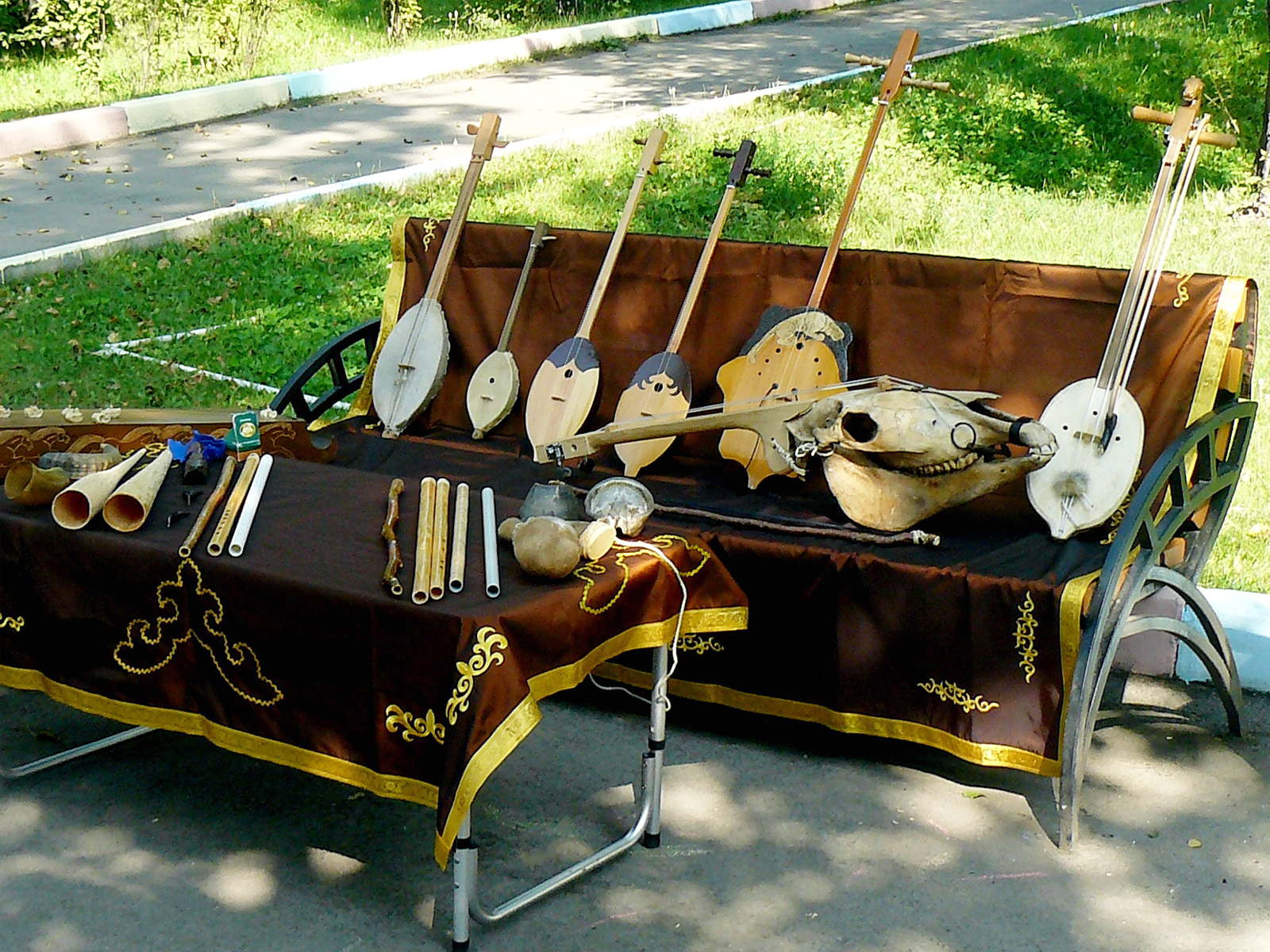
Traditionelle chakassische Instrumente

Merkmale sind die Vermischung elektronischer und traditioneller Instrumente (wie Maultrommel, Khomys, Igil, Schamanentrommel) und Musikformen (wie Kehlkopfgesang). Alte Melodien werden mit modernen Rhythmen wiedergegeben, typisch sind häufige Rhythmenwechsel. Vor allem Azyans Gesang und Tanz bei Konzertauftritten und Musikclips sind zumeist sehr energiegeladen. Inhaltlich handeln Otykens Songs oft von Spiritualität, der Verehrung der Natur und dem Schutz der Umwelt. Zunächst war Otykens Musik eher traditionalistisch, folkloristisch und regional authentisch. Spätestens seit 2021 sind Einflüsse aus EDM, Pop, Rock, Jazz, Rave, Techno, Funk, Trance, House, RnB, Hip-Hop, Rap und Metal stärker geworden, woraufhin Otyken im Ausland noch populärer wurde als im eigenen Land.
Auch die folkloristischen Fantasiekostüme, die die Bandmitglieder tragen, sind eine Mischung aus traditionellen Trachten und modernen Modifikationen. Die meisten dieser Kleidungsstücke sind von Medonos’ Frau genäht worden.
Ähnliche Versuche, sibirische Folklore und moderne Musik zu vermischen und zu verbinden, hatte es schon früher gegeben. Um 2006 war ebenfalls in Krasnojarsk die Band Otamay (Otamai) um die chakassische Sängerin Wika Tschebodajewa (Vika Chebodaeva) entstanden. Sie hatte u. a. das chakassische Volkslied Aidym gesungen, und beim Krasnojarsker Musikfestival „Runen“ sang Tschebodajewa dieses Lied dann 2015 zusammen mit Medonos’ Frau Aljona. Unter dem neuen Titel Legend wurde daraus Otykens bislang größter Erfolg, der 2022 sogar für den Grammy Award nominiert wurde. Mit ihrem Song Genesis wiederum hatten Otyken bereits am Grammy Global Spin teilgenommen. Otykens Songs Genesis, My Wing und Storm wurden 2022 auch in das Weltraumprojekt Lunar Codex aufgenommen.

## Entwicklung
Die gegen Russland verhängten Sanktionen verhinderten 2022 Otykens Teilnahme am Eröffnungsprogramm der Fußball-WM in Katar und einen Auftritt bei America’s Got Talent, nicht jedoch ihre Auftritte bei der UN-Klimakonferenz in Dubai 2023 und beim Hozo-Festival in Vietnam. Die Sperrung des Paypal-Kontos der Gruppe erschwert den Online-Handel mit Fanartikeln wie traditioneller Kleidung, von Hakaida gemalten Bildern oder eben Honig und Tee.

## Diskografie

### Alben
- 2018: Otyken
- 2019: Lord of Honey
- 2021: Kykakacha
- 2023: Phenomenon
- 2024: Mammoth

### Singles und Clips
- 2019: White Mountain
- 2019: My Wing
- 2020: Fashion Day
- 2021: Apocalypse
- 2021: Paradise Lost
- 2021: Genesis
- 2022: Legend
- 2022: Storm
- 2022: Storm (Remix mit Jaydee)
- 2022: My Wing (Remix mit Billx)
- 2023: Smoke
- 2023: Khan Blues
- 2023: Belief
- 2023: Altay (zusammen mit Ummet Ozcan)
- 2024: Chukotka
- 2024: Belief (Remix mit Xzibit)
- 2024: Oneness (Soundtrack für den japanischen Historienfilm Senseki)
- 2024: Mammoth (in Dolganischer Sprache)
- 2024: Psyche (in Dolganischer Sprache)